# キイセンニンソウ
キイセンニンソウ Clematis ovatifolia T. Itô et Maxim. はキンポウゲ科の植物の1つ。センニンソウに似て小葉が厚手でその基部に関節がある。

## 特長
常緑性で木本性の蔓植物。乾くと黒紫色に変色する。茎は緑色で無毛。葉は2～3回の3出複葉か羽状複葉となっている。小葉は卵形から狭卵形で長さ3～12cm、幅1～5.5cm、葉質は厚手で光沢があり、縁は滑らか。葉柄は長さ3～12cm。また小葉の柄の先の方に関節がある。
花期は8～9月。花序は蔓の先端か葉の腋に生じ、多数の花が円錐状の集散花序の形になる。個々の花は径が2～3cmの両性花で、上向きに咲いて花柄は長さ1.5～2cmで無毛、小苞は卵形で長さ1cm。花弁に見えるのは萼で4枚あり、倒披針形で長さ1～1.5cm、幅0.2～0.3cmで、白くて平らに開き、先端は尾状に突き出して尖り、背面には柔らかい毛がある。また萼は乾くと黒く変色する。雄しべは長さ4～11mm、花糸は無毛で少し広がっており、葯隔は突き出している。痩果は狭円錐形で長さ6～8mm、無毛で残存する花柱は長さ2～3cm。
和名は紀伊センニンソウの意で、当初これが和歌山県で発見され、その地域特産と考えられたためとのこと。
明治の末の頃まではブドウ科のウドカズラと混同されていたものが、明治43年に宇井縫蔵の採集した標本に基づいて牧野富太郎が同定、命名したものである。

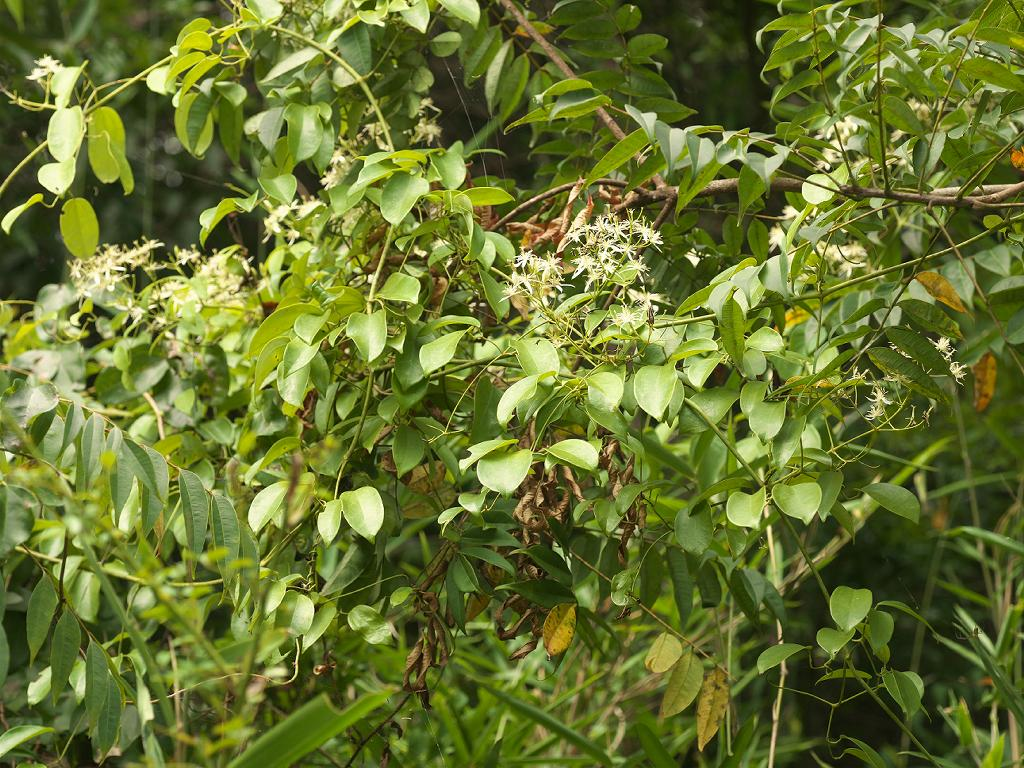
樹木を被って繁茂する様子
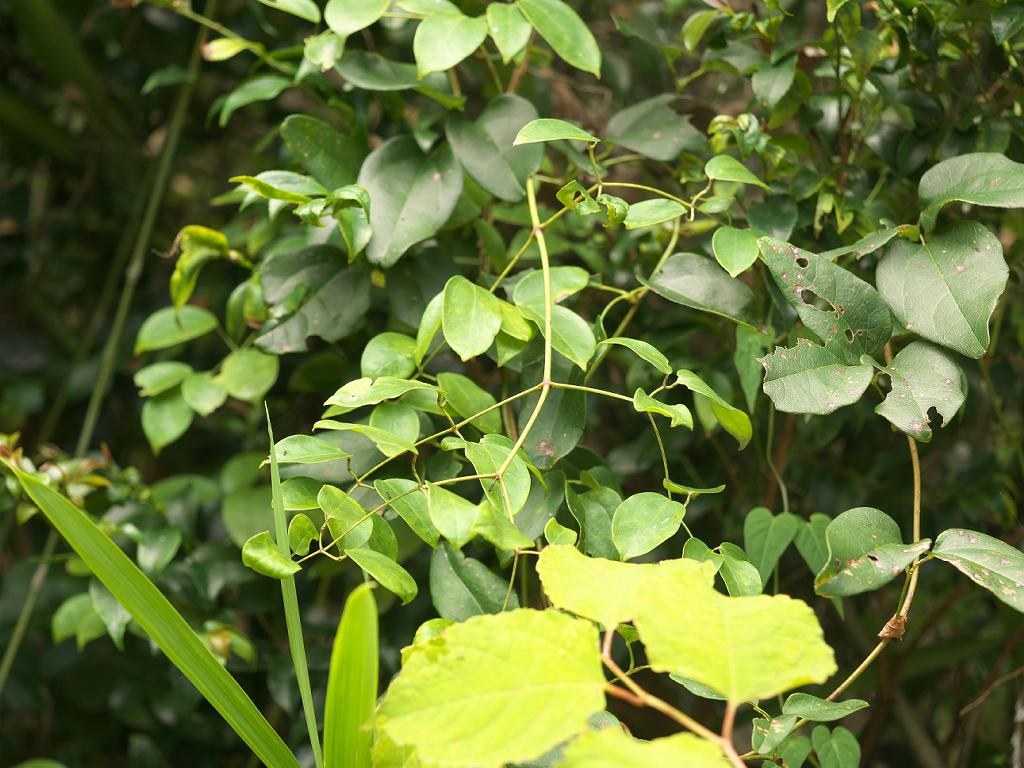
茎と葉
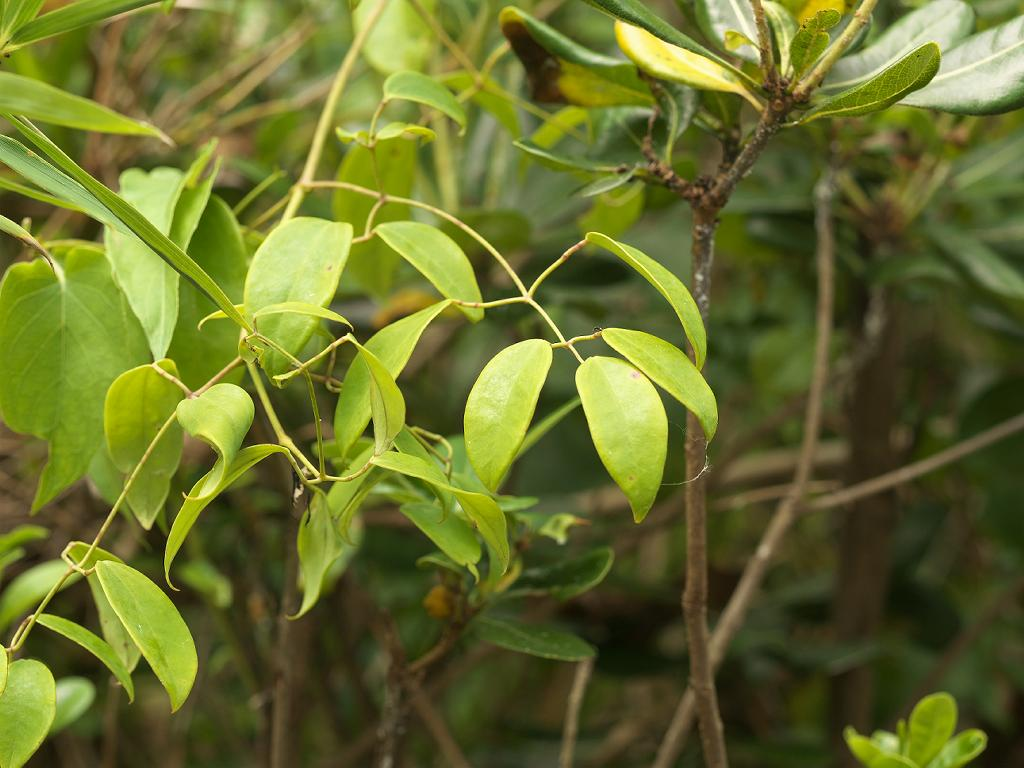
葉
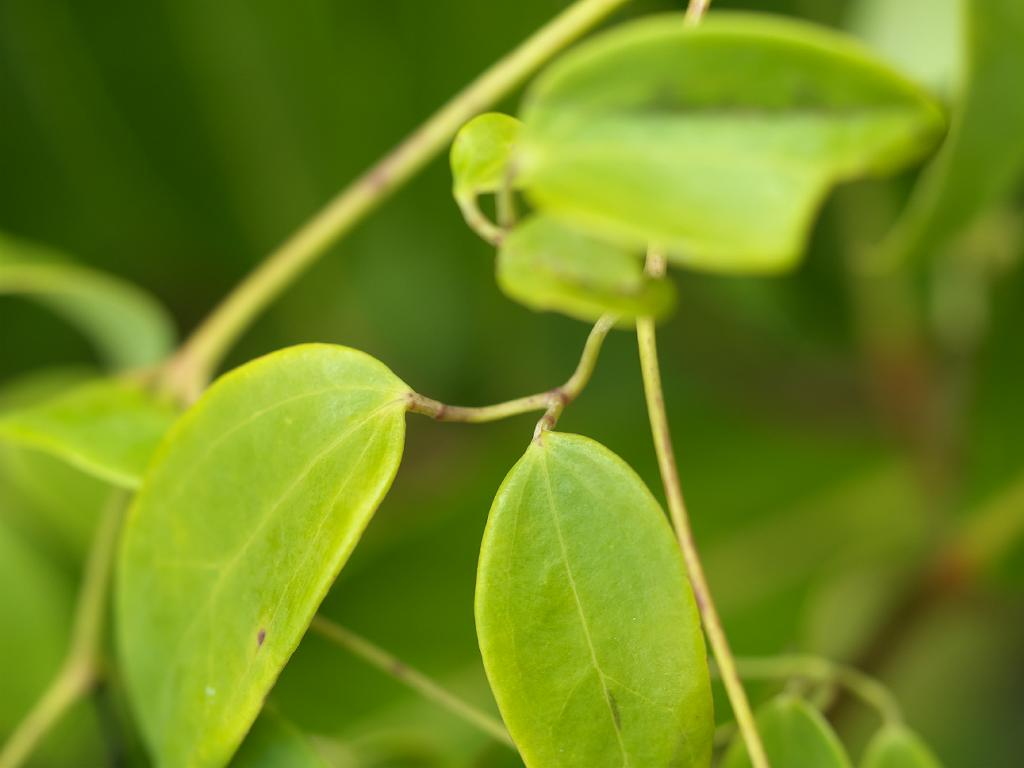
小葉・基部近くに関節があることを示す
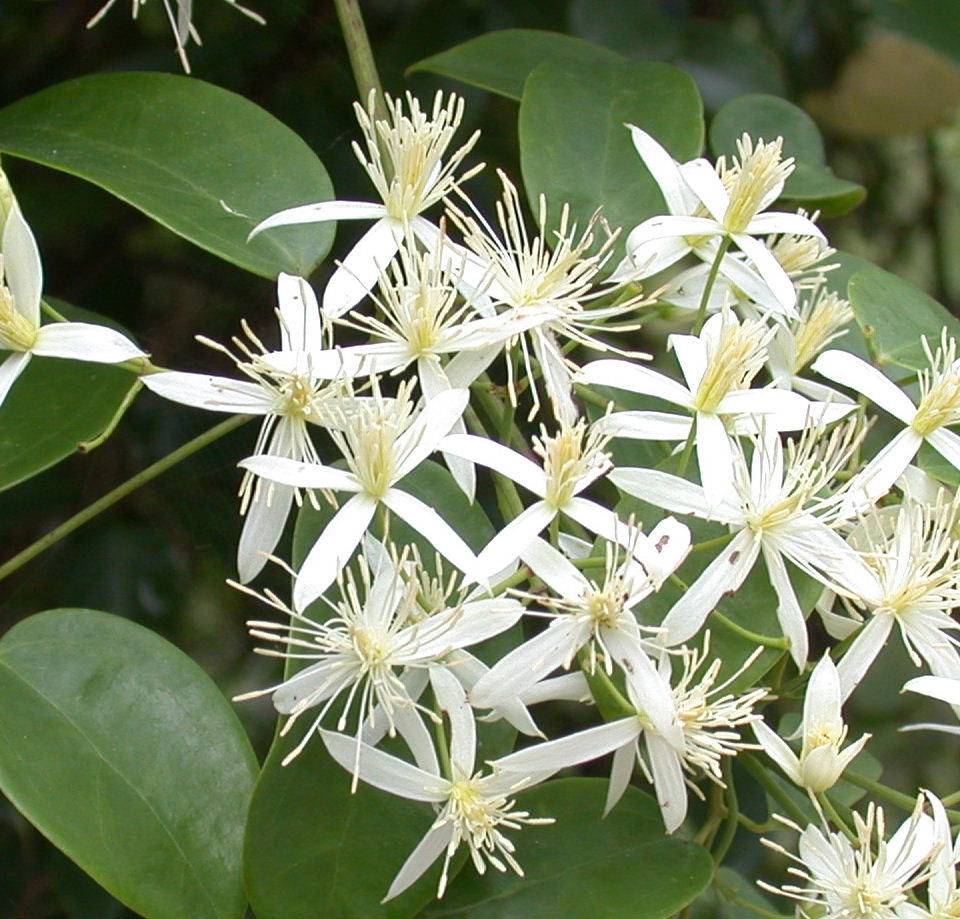
花

## 分布と生育環境
紀伊半島南部を主たる分布域とし、それ以外ではわずかに熊本県から知られており、北限は和歌山県の川辺町である。
明るい林の縁や谷川沿いでよく見られる。森林の内部で見ることは少なく、アケビやボタンヅルなどと共に森林外周を覆う、いわゆるマント群落を構成するものである。

## 分類、類似種など
日本に広く見られる普通種であるセンニンソウ C. terniflora は本種とよく似ているが小葉に関節がなく、夏緑性で葉質も柔らかい。そのような点で本種により似ているのは沖縄に分布するオキナワセンニンソウ C. alsimitrifolia で、花の径が1～1.5cm、痩果に毛があることなどで区別される。
なおYListは学名を C. unciana var. ovatifolia としており、これはタイワンセンニンソウ C. unicata var. unicata の変種との位置づけで、オキナワセンニンソウも C. unicata var. okinawensis も同種の変種となっている。

## 保護の状況
環境省のレッドデータブックには取り上げられていないが、紀伊半島3県と熊本県ではそれぞれに取り上げられている。和歌山県では準絶滅危惧で、これは分布域が限定されてはいるが、この地域では個体数が多いことを反映するのであろう。他の2県ではより少ない様で、奈良県は絶滅危惧II類、三重県は絶滅危惧I類とされている。熊本県では絶滅危惧I類と高いレベルに位置づけられている。